# Полкстінь
Полкстінь — літописне давньоруське місто.

## Згадка в джерелі
Писемна згадка про місто Полкстінь міститься в Київському літописі під 1125 р., коли поблизу фортеці відбулася битва між переяславським військом та половцями.

## Місцезнаходження
Розташовувалось на правому березі річки Удай за 2 км на північний схід від сучасного села Повстин Пирятинського району Полтавської області.

## Історія вивчення та розміри городища
Городище обстежувалося в кінці XIX ст. В. Г. Ляскоронським, 1971 р. М. П. Кучерою та О. В. Сухобоковим, 1981 та 1988 рр. Ю. Ю. Моргуновим.
Городище являє собою напівкруглий майданчик розміром 110×120 був захищений валом висотою 6 м та ровом завширшки 6 м (по дну) та глибиною 2 м.
Культурний шар городища товщиною до 1,2 м пошкоджений селітряним виробництвом XVII—XVIII ст.
Біля городища розміщувалося селище площею понад 10 га. з культурним нашаруванням до 0,8 м.
Розкопки виявили залишки заглибленого житла XII—XIII ст. з глинобитною піччю.
Знахідки зберігаються в Полтавському краєзнавчому музеї.